# Pierre Samuel
Pierre Samuel (Paris, 12 de setembro de 1921 — Paris 23 de agosto de 2009) foi um matemático francês.

## Carreira
Samuel dirigiu um seminário em Paris durante a década de 1960 e tornou-se Professeur émérite na Université Paris-Sud (Orsay). Suas palestras sobre domínios de fatoração exclusivos publicadas pelo Instituto Tata de Pesquisa Fundamental desempenharam um papel significativo na computação do grupo Picard de uma superfície de Zariski por meio do trabalho de Jeffrey Lang e colaboradores. O método foi inspirado em trabalhos anteriores de Nathan Jacobson e Pierre Cartier, outro membro notável do grupo Bourbaki. Nicholas Katz relacionou isso ao conceito de p -curvatura de uma conexão introduzida por Alexander Grothendieck.
Ele era membro do grupo Bourbaki e filmou alguns de seus encontros. Um documentário da televisão francesa sobre Bourbaki transmitiu algumas dessas imagens em 2000.
Samuel também era ativo em questões de justiça social, incluindo preocupações com a degradação ambiental (foi influenciado por Grothendieck) e controle de armas. Ele morreu em Paris em agosto de 2009.
Seus alunos de doutorado incluem Lucien Szpiro e Daniel Lazard.

## Trabalhos
- Algèbre locale, Mémorial des Sciences Mathématiques, 123, Paris: Gauthier-Villars, 1953[5]
- Méthodes d'algèbre abstraite en géométrie algébrique, Berlin: Springer, 1955. Ergebnisse der Mathematik und ihrer Grenzgebiete[6]
- com Oscar Zariski: Commutative algebra I, ISBN 978-0-387-90089-6, Graduate Texts in Mathematics, 28, Berlin, New York: Springer-Verlag, 1975 [1958], MR 0090581
- com Oscar Zariski: Commutative algebra. Vol. II, ISBN 978-0-387-90171-8, Berlin, New York: Springer-Verlag, 1975 [1960], MR 0389876
- Anneaux factoriels, Publicaçoes da Sociedade de Matematica de São Paulo, 1962
- Théorie algébrique des nombres. [S.l.]: Hermann. 1967. ISBN 2-7056-5589-1
- Écologie: détente ou cycle infernal, Union générale d'éditions, Collection 10-18, 1973
- Amazones, guerrières et gaillardes, éditions Complexe & Presses universitaires de Grenoble, 1975
- Informações da páginaLe nucléaire en question, 1980
- Géométrie projective, Presses universitaires de France, 1986
- Colloque en l'honneur de Pierre Samuel, Mém. Société mathématique de France (1989)